# Serra de Plandestàs
La Serra de Plandestàs és una serra de la part central nord de l'antic terme de Benés, a l'Alta Ribagorça, actualment del terme municipal de Sarroca de Bellera, al Pallars Jussà.
El seu extrem sud-occidental és el Tossal de la Pala, on enllaça amb la Serra de la Pala, i el nord-oriental, al Corral de Ribera, enllaça amb la carena que puja cap als Cantons Rois, la Collada de la Palla i el Pic de Llena, on s'uneix a la Serra dels Tres Pessons. Tot aquest conjunt de serrats separen les dues valles principals de l'antic municipi de Benés: la del riu de Manyanet, a l'oest, i la de la Valiri, a l'est.
La Serra de Plandestàs queda just a llevant dels pobles de Manyanet i el Mesull.